# Ouvert 24/7
Pour plus de détails, voir Fiche technique et Distribution.
Ouvert 24/7 est un film de genre français réalisé par Thierry Paya, sorti au format DVD le 2 novembre 2010. Le film a été développé par Singapour 1939 Productions (Association Loi 1908).
Ouvert 24/7 a été tourné en 35 jours (principalement des weekends), répartis sur une année complète. Il fait suite au court métrage Jogging, tourné au cours de l'été 2007.

## Résumé
- Question de goût : Une histoire d'amour banale. La police n'exclut pas la thèse de meurtres en série. Delphine et Élodie s'aiment et se disputent, confortablement nimbées dans leur routine. Un couple ordinaire, aux habitudes alimentaires qui le sont un peu moins. Toutes deux anthropophages, Delphine et Élodie ne consomment que des hommes. Un penchant culinaire qui leur vaut d'être recherchées par Denis et Emilien.

- Règlement de contes : Les ogresses, ça n'existe que dans les contes de fées, pas vrai Mathilde ? Mathilde est une petite peste de dix ans qui apprendra à ses dépens que les ogresses n'existent pas que dans les livres. Quant à l'ogresse, elle apprendra que la jeunesse n'est vraiment plus ce qu'elle était.

- Wenn'se In'd Stadt Komme : Quelque part près de la frontière franco-allemande, une famille survit tant bien que mal. Les deux sœurs, molestées par leur père, vivent dans l'espoir de lendemains qui chantent. Le jour où l'opportunité se présente à elles, elles s'échappent de la ferme familiale pour rejoindre la ville et réaliser leur rêve, voir le spectacle de Marina MOON.

## Fiche technique
- Réalisation : Thierry Paya
- Scénario : Colin Vettier
- Production : Singapour 1939 Productions
- Décors : Shirley Swiatoka
- Effets spéciaux de maquillage : David Scherer
- Photographie : Norbert Mollicone
- Son : Martial Vidigh
- Montage : Maxime Mathis
- Musique : Martial Vidigh et Michelle Young
- Pays :  France
- Durée : 97 minutes
- Date de sortie en salles : 31 octobre 2009
- Date de sortie en DVD : 2 novembre 2010 (Le Chat qui fume)

## Distribution
- Alix Bénézech: Thelma
- Philippe Beun-Garbe: Le camionneur
- Emilie Brunner: Louise
- Véronique Piétryniack-Caldarola: Claudine
- Thierry Cersosimo: Alex
- Amélie Christophe: Mathilde
- Fabrice Colombero: Denis
- Guillaume Colson: Le dragueur de piscine
- Maud Galet-Lalande: Elodie / Marina Moon
- Morgane Housset: Anette
- Lloyd Kaufman: Gérard
- Stéphanie Kern-Siebering: Delphine / Greta
- Anne Lindner: La mère
- Rico Nowais : Le barman
- Patrick Pandolfino: Emilien
- Bertrand Patrzek: Le chasseur de vampires
- Pascal Piccoli: L'homme dans le bus
- Chloé Rodier: L'enfant du conte
- Sébastien Tourscher: L'homme à la choucroute
- Marie-Pierre Vincent: L'Ogresse
- Jérémy SZISZKA: Le patron du bar

## Récompenses
- Le film a gagné deux récompenses (Sur deux nominations) au Killer Film Festival, qui s'est tenu les 13 & 14 novembre 2010 aux États-Unis, à Foxboro, Massachusetts: Meilleure Actrice (Morgane Housset) et Meilleur Montage (Maxime Mathis).

### Anecdotes
- Le film a été tourné en totalité dans la région Lorraine et tout particulièrement aux alentours de la ville d'Hayange où Singapour 1939 Productions est domiciliée.
- Ouvert 24/7 est le premier film de fiction à comporter un segment entier tourné en Francique lorrain (dialecte régional aussi connu sous le nom de Platt).